# Keith Schembri
Keith Schembri (* 1975 in Cospicua) ist ein maltesischer Unternehmer und Politiker der sozialdemokratischen Partit Laburista.

## Leben
Schembri ist Gründer und Eigentümer des maltesischen Unternehmens Kasco Holding. Er war von März 2013 bis November 2019 Stabschef des maltesischen Ministerpräsidenten Joseph Muscat und organisierte dessen Wahlkampf. 2016 wurde sein Name auf einer Liste der Panama Papers publik. Nach der Ermordung der maltesischen Journalistin Daphne Caruana Galizia bildete sich eine internationale Journalistengruppe, um die Arbeiten von Galizia weiterzuverfolgen. Im Zuge der Ergebnisse dieser Recherchen von Journalisten trat Schembri am 26. November 2019 als Stabschef Muscats zurück. Am selben Tag wurde er verhaftet und zwei Tage später aus der Untersuchungshaft entlassen.